# Petra Böhnke
Petra Böhnke (* 1969 in Lüneburg) ist eine deutsche Soziologin.

## Leben
Böhnke wuchs in Reppenstedt auf. Sie studierte Soziologie, Politologie und Germanistik in Göttingen, London und Berlin. Nach der Promotion 2004 zur Dr. phil. an der FU Berlin ist sie seit 2011 Professorin für Soziologie, insbesondere Soziologie des sozialen Wandels, an der Universität Hamburg.
Ihre Arbeitsschwerpunkte sind Wandel sozialer Ungleichheit und Sozialstrukturanalyse im wohlfahrtsstaatlichen Vergleich zu den Themen: Armut und Integration, Folgen sozialer Mobilität, Sozialkapital im Lebensverlauf, Lebenszufriedenheitsforschung in Europa, Bildung im Erwerbsverlauf.

## Schriften (Auswahl)
- Am Rande der Gesellschaft – Risiken sozialer Ausgrenzung. Opladen 2006, ISBN 3-938094-93-1.
- Poverty and social integration in the enlarged Europe. Berlin 2007.
- Policy or privacy – what matters most for individual well-being? Determinants of life satisfactions in the enlarged Europe. Berlin 2007.
- Abwärtsmobilität und ihre Folgen: die Entwicklung von Wohlbefinden und Partizipation nach Verarmung. Berlin 2009.